# Augustin Mervart

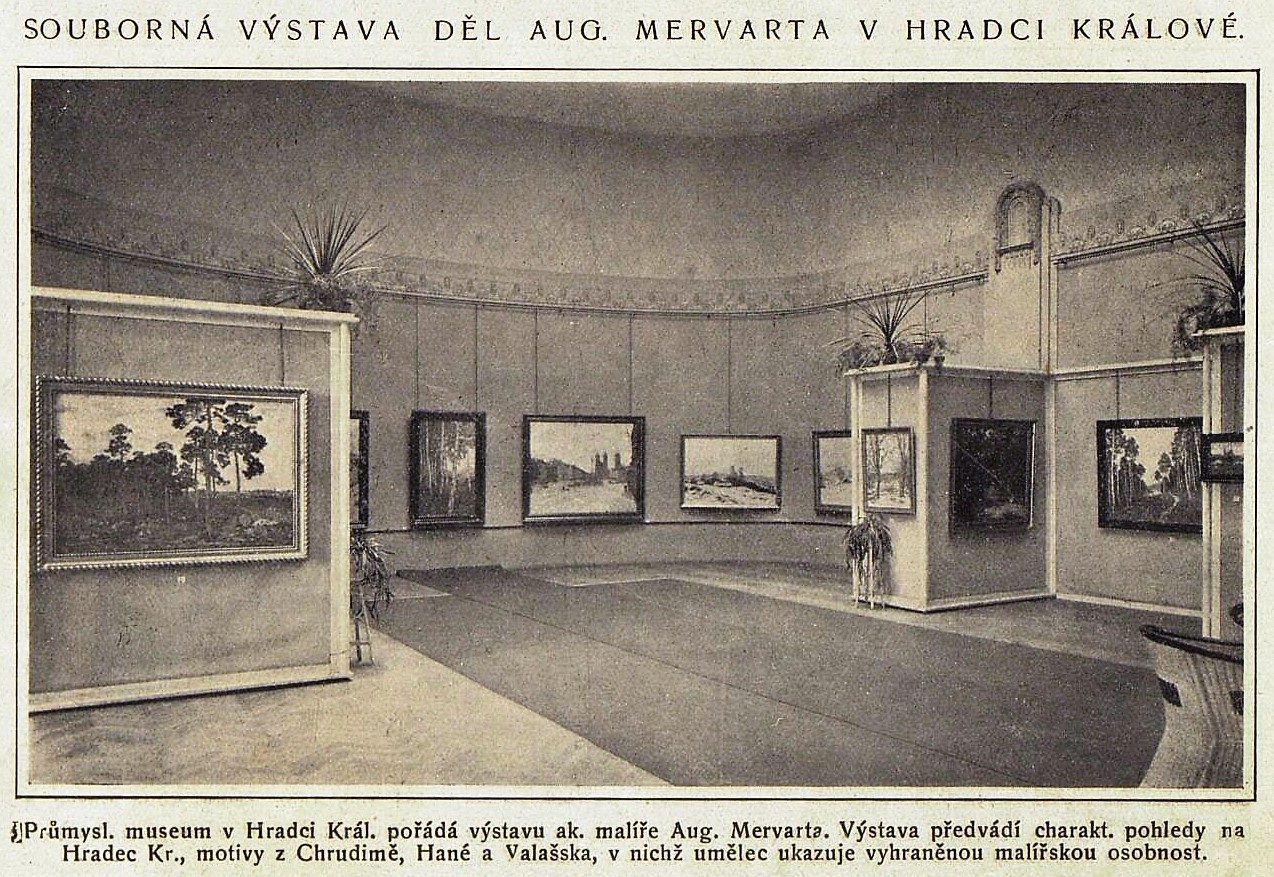
Výstava Augustina Mervarta v muzeu v Hradci Králové, 1924

Augustin Mervart (30. prosince 1889, Krásno nad Bečvou – 15. srpna 1968, Přerov) byl moravský malíř-krajinář.

## Život
Augustin Mervart se narodil v Krásně nad Bečvou (dnes část Valašského Meziříčí). Rodiče Antonín Mervart a Františka, rozená Vlčková, pocházeli z Náchoda, kde byli oddáni. V letech 1903–1908 studoval Augustin Mervart figurální řezbářství na Odborné škole pro zpracování dřeva ve Valašském Meziříčí. První výstavu uspořádal již v roce 1908 v Krásně nad Bečvou. 
První světovou válku prožil Augustin Mervart od roku 1916 na rumunské frontě, kde byl též výtvarně činný. Ještě před odchodem na frontu se (již jako branec) 25. září 1916 oženil s Františkou Henšlovou (19. 8. 1893 – 11. 5. 1976). Z manželství se narodila dcera Věra.
Ve dvacátých letech podnikl studijní cesty na Balkán a do Itálie.
V roce 1919 se Augustin Mervart přestěhoval do rodiště své manželky Františky – do Přerova; zde žil až do své smrti v roce 1968.

## Dílo
Pro krajinářské dílo Augustina Mervarta jsou typické obrazy valašské přírody a městská témata (především Přerov, ale i jiná města, jako Hradec Králové). Významné jsou i obrazy ze studijních cest po jihu Evropy (Dalmácie, Itálie). Technikou jeho děl jsou především oleje, akvarely a kresba, méně časté jsou litografie.
Tradicionalistický krajinářský styl Augustina Mervarta, nepodléhající dobovým módnostem, byl oblíben po celý jeho život, bez ohledu na měnící se politické pozadí. Např. již v r. 1923 otiskl prestižní časopis Zlatá Praha reprodukci a charakteristiku jeho díla Fojtství na prostřední Bečvě. Jeho obraz Dědice u Vyškova z roku 1948 byl umístěn na pražském Hradě. Díla Augustina Mervarta byla a jsou často vystavována a jsou součástí galerijních sbírek ; často se objevují na prodejních aukcích výtvarných děl.
Popularitu Augustina Mervarta zvyšovalo vydávání barevných pohlednic dle jeho originálů. Pohlednice vydávali ve dvacátých letech různí vydavatelé (bratří Pospíšilové – Hradec Králové, Obzor – Přerov, Neubert a synové - Praha, Vilém Jeremiáš – Valašské Meziříčí).
Podrobně se dílu (včetně ukázek) a výstavám prací Augustina Mervarta věnují monografie a bakalářská práce (dostupná online), uvedené níže v Literatuře.

## Posmrtná uznání
- Město Přerov nazvalo po Augustinu Mervartovi ulici[11]
- Slavnostní zámecká síň města Přerova byla v roce 1968 pojmenována po Augustinu Mervartovi. Od roku 1981 je rozšířena na Pamětní síň Augustina Mervarta a Josefa Bajáka a je vyzdobena díly obou umělců.[12]
- V přerovském městském parku je umístěna umělcova busta
- Augustin Mervart je od roku 1991 pohřben na Valašském Slavíně v Rožnově pod Radhoštěm

## Zajímavost
Dobový tisk referoval pravidelně a zpravidla s uznáním o výstavách a díle Augustina Mervarta. Mezi těmito články působí kuriózně zpráva Národních listů a Lidových novin z roku 1931 o tom, jak byl umělec málem zraněn medvědem; svědčí však o jeho tehdejší popularitě.